# Rudolf Komorous
Rudolf Komorous (* 8. Dezember 1931 in Prag) ist ein kanadischer Komponist, Fagottist und Musikpädagoge tschechischer Herkunft.

## Leben
Komorous studierte von 1946 bis 1952 Fagott am Staatlichen Konservatorium und von 1956 bis 1956 Fagott bei Karel Pivonka und Komposition bei Pavel Bořkovec an der Akademie der musischen Künste in Prag. 1957 gewann er den Internationalen Musikinterpretenwettbewerb in Genf, und von 1959 bis 1961 unterrichtete er am Konservatorium Peking.
Nach seiner Rückkehr wurde er Erster Fagottist im Orchester des Nationaltheaters Prag. 1959 besuchte er einen Spezialkurs für elektronische Musik in Warschau, und 1961 gehörte er zu den Gründern der Musica Viva Pragensis. Im Jahr 1969 emigrierte er nach Kanada. Nachdem er zwei Jahre als Gastprofessor am Macalester Colleg in Saint Paul/Minnesota unterrichtet hatte, wurde er 1971 Professor an der University of Victoria. Dort unterrichtete er Komposition und Musiktheorie, gründete ein Studio für elektronische Musik und leitete ab 1975 die Musikschule. Von 1989 bis 1994 war er Direktor der School for the Contemporary Arts an der Simon Fraser University.
Komorous’ umfangreiches Werkverzeichnis umfasst u. a. sechs Sinfonien, zwei Opern, zahlreiche kammermusikalische und elektroakustische Kompositionen, Klavier- und Vokalwerke. Auftragskompositionen schrieb er für Paul Brodie (Dingy Yellow), Peggie Sampson (At Your Memory the Transparent Tears Are Like Molten Lead, ), die Vancouver New Music Society (Twenty-three Poems about Horses und No no miya), Norbert Kraft (Amaryllis), das Esprit Orchestra (Sinfony No. 1 „Stardust“), das Toronto Symphony Orchestra (Demure Charm), das Vancouver Symphony Orchestra (Sinfony No. 2 „Canadian“) und andere.

## Werke
- Duettino für Klarinette und Fagott, 1954
- Still Life with Florets, für Klarinette, Bassklarinette, Fagott, drei Bratschen und Cymbal, 1961
- The Sweet Queen für Melodica, Bassharmonika, Klavier und Basstrommel, 1962
- Le Trille du diable für Klavier, 1964
- Olympia für Melodica, Bassharmonika, Flexatone und Schlagwerk, 1964
- Lady Blancarosa, Oper nach eigenem Libretto, 1964–1966
- The Tomb of Malevich für Elektronik, 1965
- Mignon für vier Streichinstrumente, 1965
- Minute Waltz für Melodica und Kuhglocke, 1965
- Chanson für Gitarre, Bratsche und Uhrwerk, 1965
- York für Instrumentalensemble, 1967
- Piccolomini für vier Piccoloflöten, 1967
- The Gloomy Grace für Instrumentalensemble, 1968
- Gone für Elektronik, 1969
- Bare and Dainty für Orchester, 1969–1970
- An Anna Blume (Text von Kurt Schwitters) für gemischten Chor, 1971
- Dingy Yellow für Sopransaxophon, Klavier und Elektronik, 1972
- Untitled 1 für Elektronik, 1973
- Untitled 2 für Trompete, 1973
- Slowfox für Klavier, 1973
- The Grand Chopper für Elektronik, 1974
- Anatomy of Melancholy für Elektronik, 1974
- Untitled 3 für Instrumentalensemble, 1974
- Untitled 4 für vier Oboen, zwei Trompeten und Geige, 1974
- Untitled 5 für Flöte, Horn, Bratsche und Kontrabass, 1974
- Preludes for 13 Early Instruments, 1974
- Wang Wei Songs (Texte von Wang Wei) für Bariton und Klavier, 1974–1984
- Rossi für kleines Orchester, 1974, 1975
- Untitled 6 für Gambe und Cembalo, 1976
- Midnight Narcissus für Altflöte, Horn, Cello, Klavier und Triangel, 1977
- Twenty-three Poems about Horses (Text von Li He übersetzt von J. D. Frodsham) für Sprecher, Flöte, Oboe, Klarinette, Fagott, Horn, Geige, Bratsche, Cello und Kontrabass, 1978 (Orchesterfassung 1985)
- About Scales für Flöte, Posaune, Geige, Bratsche, Cello, Klavier und Vibraphon, 1979
- Vermilion Dust (Text von Li Shangyin, übersetzt von James J. Y. Liu) für Bariton, gemischten Chor und kleines Orchester, 1980, 1984
- Amaryllis für Gitarre, 1981
- Trio für Violine, Bratsche und Cello, 1981
- Fumon Manga für Flöte, Oboe, Klarinette, Horn und Fagott, 1981, 1983
- Serenade für Streichorchester, 1982
- Quartettino (Les Amours jaunes) für Fagott, Geige, Bratsche und Cello, 1983
- Li Ch’ing Chao Madrigals (Text von Li Qingzhao) für gemischten Chor, 1985
- Passacaille für Bassflöte und Cembalo, 1985
- Tango (Seven Autumn Haiku and Three Winter Tanka) für Instrumentalensemble, 1985–1986
- Listening to the Rain für Elektronik, 1986
- The Necklace of Clear Understanding für Barockflöte, 1986
- Nocturne for Winds (The Rainbow of Forgetting) für Flöte, Oboe, Klarinette, Bassklarinette, Fagott, Kontrafagott und Horn, 1986
- Cold Mountain Songs (Text von Han-Shan übersetzt von Red Pine) für Sopran und Cello, 1987
- Sinfony No. 1, „Stardust“, 1988
- No no miya, Kammeroper, Libretto nach Zeami Motokiyo, 1988
- Ritratto di Laura Battiferri für zwei Geigen, zwei Bratschen und zwei Celli, 1989
- Aokigahara, für Bassflöte und Tingsha, 1989
- Demure Charm für obligate Flöte, Fagott und Streichorchester, 1990
- Sinfony No. 2, „Canadian“, 1990
- Dames’ Rocket für Klarinette, Trompete, Kontrabass, Klavier, Vibraphon und Marimba, 1991
- Hermione Dreaming für Barockensemble, 1992
- Slow Rant Boogie für Flöte, Oboe, Klarinette, Geige, Cello, Kontrabass, Klavier und Perkussion, 1994
- Sinfony No. 3, „Ex C“ für Streichorchester, 1995
- Chamber Concerto für Fagott und Orchester, 1995
- Sinfony No. 4, „La Tireuse de cartes“, 1997
- Seven Sides of Maxine’s Silver Die für Klavier und neun Spieler, 1997–1998
- Lurid Bride für Altflöte, Oboe, Bassklarinette, Geige, Cello, Kontrabass, Klavier und Perkussion, 1999
- The Chinese Box für Klavier, 2000
- The White Shift (String Quartet No. 1), 2000
- Like that Drake für Flöte. Klarinette, Bassklarinette, elektrische Gitarre, Geige, Bratsche, Cello, Klavier und Akkordeon, 2000
- Aurélia für Bassflöte, Bassklarinette, Bassetthorn, zwei Geige, zwei Bratschen, zwei Celli, zwei Kontrabässe und zwei Ambosse, 2001
- Sinfony No. 5, „The Spiffy Nude“, 2001
- Sinfony No. 6, „Verdigris“, 2002
- The Atonement (String Quartet No. 2), 2002